# ウスハイイロチュウヒ

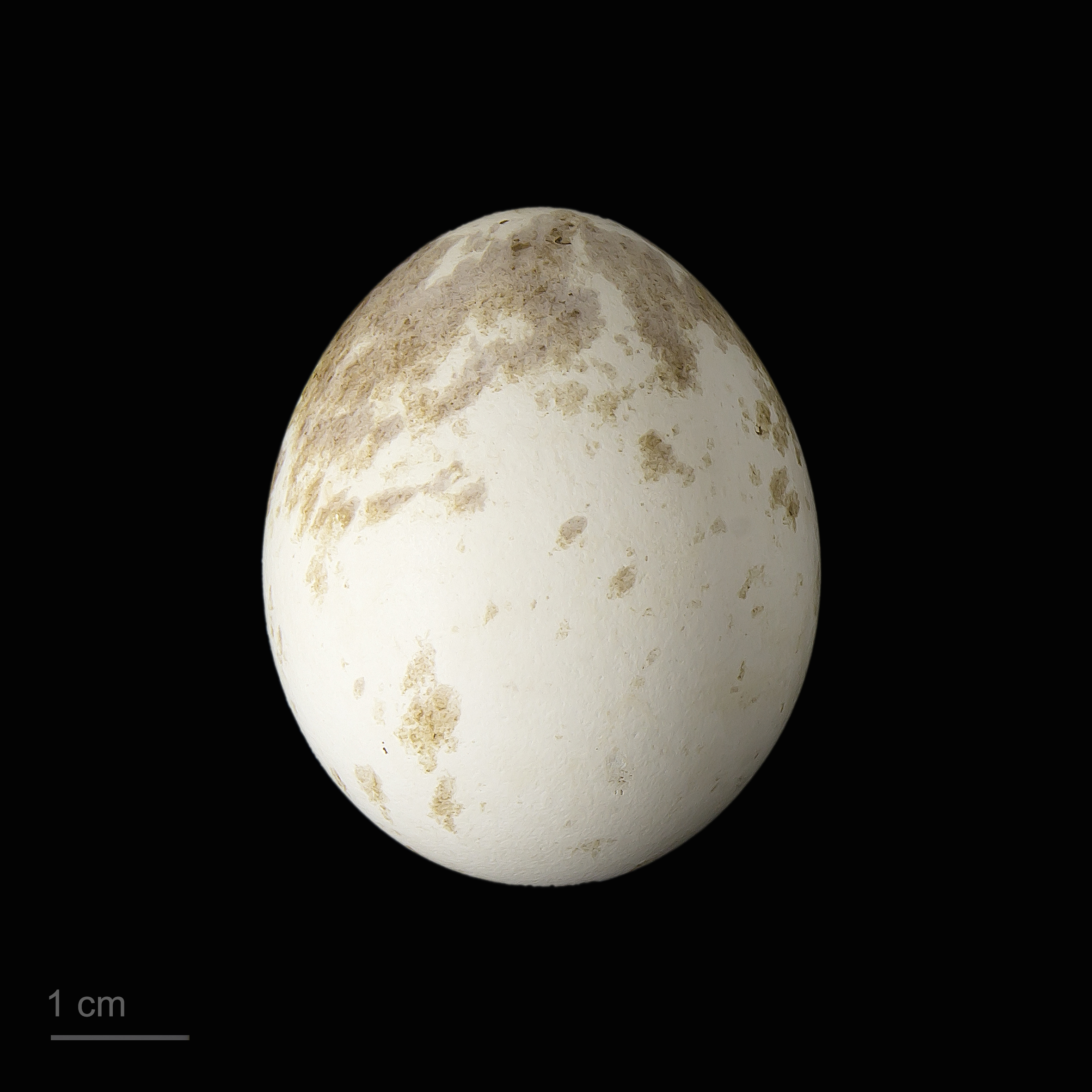
Circus macrourus

ウスハイイロチュウヒ（薄灰色沢鵟、Circus macrourus）は、鳥綱タカ目タカ科チュウヒ属に分類される鳥。

## 分布
アフリカ大陸、ユーラシア大陸の・西アジア・中央アジア・中東・東南アジア。日本、ヨーロッパに迷鳥として飛来。

## 形態
全長45cm。成鳥雄は全体が灰色で、喉から胸にかけては白っぽく、初列風切外側3枚目から3-4枚が黒く、腰は白い。成鳥雌はハイイロチュウヒの雌によく似るが、目の前後は白が目立つ。

## 生態
生態はハイイロチュウヒと概ね一致だが、本種の方が動きが機敏。低空を飛びながら、ネズミや、地上の小鳥を飛び立たせ捕食する。「ピィ」というチュウヒに似た鳴声を発す。

## 日本での記録
日本では、2008年10月に静岡県袋井市で幼鳥雌と思われる個体が撮影され初記録となる。同年12月に幼鳥雄が千葉県で観察・撮影されている。
2010年10月にも京都府巨椋池干拓地で、観察・撮影されている。